# Stadionul Murrayfield
Stadionul Murrayfield este un stadion din Edinburgh, capitala Scoției, folosit în principal pentru rugby.